# Reinhard von Schorlemer

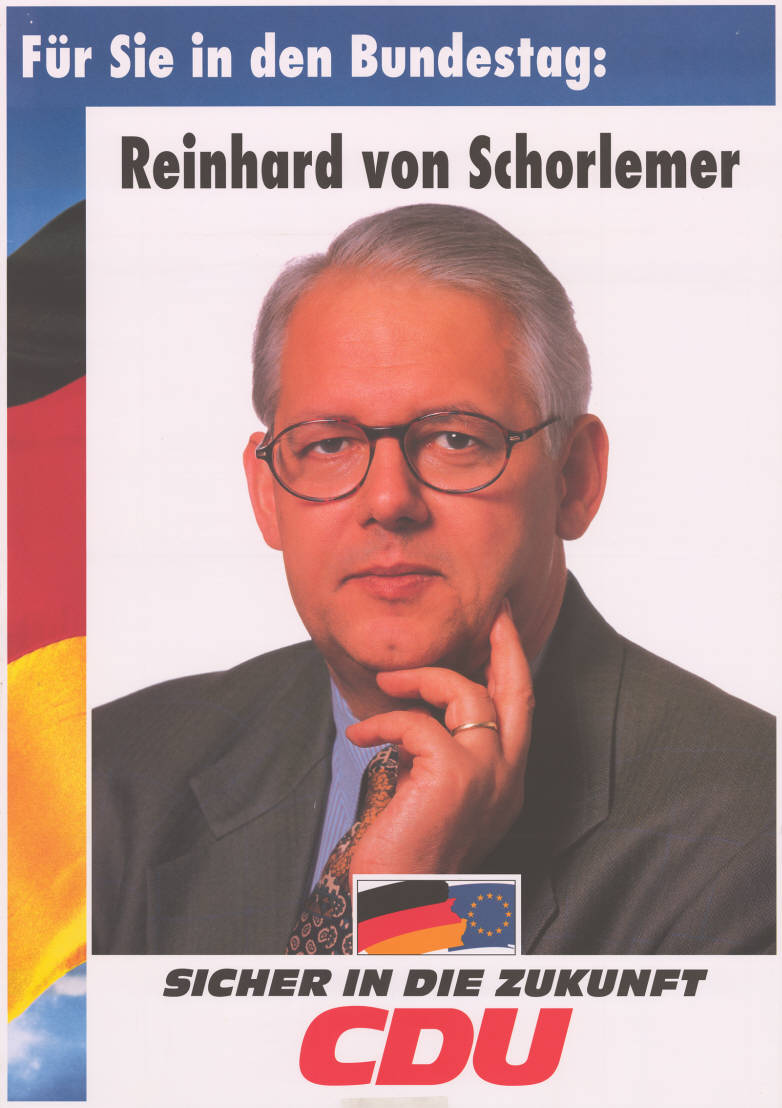
Kandidatenplakat zur Bundestagswahl 1994

Reinhard Freiherr von Schorlemer (* 27. April 1938 in Fürstenau) ist ein deutscher Politiker. Für die CDU gehörte Schorlemer von 1974 bis 1980 dem Landtag von Niedersachsen an. Von 1980 bis 2002 war er als direkt gewählter Abgeordneter des Wahlkreises Osnabrück-Land Mitglied des Deutschen Bundestages.

## Frühe Jahre
Reinhard Clemens Freiherr von Schorlemer entstammt dem alten westfälischen Adelsgeschlecht Schorlemer und ist ein Sohn von Timo Clemens Freiherr von Schorlemer (1903–1962) und dessen Ehefrau Alice Elisabeth Gräfin von Merveldt Freiin zu Lembeck. Er ist verheiratet mit Monika geb. Gatzen (* 1945), hat fünf Kinder und ist römisch-katholischer Konfession. Er absolvierte 1955 die Schule mit der Mittleren Reife und bestand 1958 die Landwirtschaftliche Gehilfenprüfung. Danach war er bis 1959 als Forsteleve tätig. Er studierte ab dann bis 1962 an der Höheren Fachschule für Sozialarbeit. Nach dem Abschlussexamen war er ab 1962 Berufspraktikant im Jugendamt in Lingen. Im Jahr 1955 war er Mitglied der CDU geworden. Von 1963 bis 1965 war Schorlemer Landesgeschäftsführer der Jungen Union in Hannover. Ab 1965 war er als Land- und Forstwirt in Schlichthorst bzw. Lonne tätig. Bis 1973 war er in der Jungen Union auf Kreis-, Bezirks-, Landes- und Bundesebene politisch tätig.
Von 1964 bis 1972 war Schorlemer Mitglied des Rates der Gemeinde Engelern, wo er von 1968 bis 1972 auch Bürgermeister war. Von 1968 bis 1972 war er außerdem Mitglied des Kreistages und des Kreisausschusses des Landkreises Bersenbrück. Nach der Kreisreform war Schorlemer in den gleichen Funktionen im Landkreis Osnabrück tätig. Dort war er außerdem Vorsitzender des Kreisentwicklungs-, Planungs- und Umweltausschusses. Ab 1986 gehörte er dem Rat der Samtgemeinde Fürstenau an, wo er Vorsitzender der CDU-Fraktion war. Vom 21. Juni 1974 gehörte er bis zu seinem Ausscheiden am 4. November 1980 dem Landtag von Niedersachsen in seiner achten und neunten Wahlperiode an. Schorlemer zog 1980 in den Deutschen Bundestag ein, in den er im Bundestagswahlkreis Osnabrück-Land direkt gewählt worden war. Im Landtag von Niedersachsen rückte stattdessen Hans-Jürgen Nagel nach.

## Politische Betätigung
Schorlemer zog 1980 in den Deutschen Bundestag ein. Er war von 1980 bis 1987 und wieder von Februar bis Dezember 1990 ordentliches Mitglied im Ausschuss für Ernährung, Landwirtschaft und Forsten. Ab Dezember 1990 war er nur noch stellvertretendes Mitglied dieses Ausschusses. Dafür war er ab Februar 1990 im Auswärtigen Ausschuss vertreten, ab 1998 zusätzlich auch noch im Gemeinsamen Ausschuss. Zudem gehörte Schorlemer in der letzten Wahlperiode noch als stellvertretendes Mitglied dem Ausschuss für Verbraucherschutz, Ernährung und Landwirtschaft an und war außerdem stellvertretendes Mitglied der Delegation der Interparlamentarischen Gruppe der Bundesrepublik Deutschland.
Schorlemer war von 1991 bis 1998 Präsident der Deutschen Parlamentarischen Gesellschaft.
Besonders engagierte sich Schorlemer in forstwirtschaftlichen Verbänden. Von 1988 bis 1992 war er Präsident der Schutzgemeinschaft Deutscher Wald (SDW) und anschließend acht Jahre lang bis Ende 2000 Vorsitzender der Arbeitsgemeinschaft Deutscher Waldbesitzerverbände (AGDW). In seiner Eigenschaft als oberster Repräsentant der deutschen Waldbesitzerverbände war er Mitglied im Zentralverband der Europäischen Waldbesitzer (CEPF).
Zudem bekleidete Schorlemer die Ämter des Vorsitzenden des Verwaltungsrates des Forstabsatzfonds und des stellvertretenden Vorsitzenden des Deutschen Forstwirtschaftsrates. Innerhalb der Debatte um die Zertifizierung von Forstbetrieben erreichte er, dass eine solche für Privat- und Körperschaftswald vorerst nicht gesetzlich vorgeschrieben wurde. Im Zuge der Vorbereitung der Weltausstellung „Expo 2000“ war er Vorsitzender des Kuratoriums der Holzwirtschaft und koordinierte deren Beteiligung an der Ausstellung.

## Ehrungen
Für seine Verdienste um Volk und Staat bekam Schorlemer das Verdienstkreuz 1. Klasse des Verdienstordens der Bundesrepublik Deutschland verliehen.